# Сцена на Перовской Московского театра иллюзий
Сцена на Перовской (до 2022 года — Московский драматический Театр на Перовской) — московский драматический театр, расположенный в районе Новогиреево. С 2022 года входит в состав Московского театра иллюзии.

## История театра
Театр работает с 1 ноября 1987 года. Открылся спектаклем по драме Августа Стриндберга «Фрекен Жюли», постановка которого была осуществлена режиссёром Кириллом Панченко, художником Сергеем Беловым, художником по костюмам Любовью Лаптевой и композитором Геннадием Берляндом.
В 1993 году Московский драматический Театр на Перовской стал государственным, учреждённым Комитетом по культуре Правительства Москвы. На сцене Московского драматического Театра на Перовской раз в два года проходит Московский Международный фестиваль камерных театров и спектаклей малых форм «Славянский венец».
С февраля 2014 года по март 2016 года проводился капитальный ремонт здания театра, в этот период спектакли шли на других площадках (в частности в зданиях Музыкального театра, ДК «Онежский»). Новый сезон, вопреки принятым правилам, открыли не осенью, а весной 2016 года.
В 2022 году театр по решению Департамента культуры Москвы был реорганизован и вошёл в состав Московского театра иллюзий в качестве сцены с драматическим репертуаром.

## Художественные руководители
- Кирилл Панченко (1987—2014)
- Гульнара Галавинская (2018—2022)

## Режиссёры-постановщики
- Нерсисян, Карен, главный режиссёр (2014—2015)
- Александр Горохов, главный режиссёр с 2016 года
- Артём Бибилюров с 2016 года
- Юрий Николаенко

## Награды театра
Фестиваль «Стерийно Позорье» в Югославии (Нови Сад), Большая Золотая медаль.

## Фестивали, проходившие в театре
- 1990 г. Фестиваль «Интернационал 90»
- 1993 г. Фестиваль спектаклей Нины Садур
- 1995 г. I Фестиваль «Славянский венец» (проводится один раз в два года по настоящее время)